# WOOHOO
WOOHOO（うーふー）は日本のロックバンド。

## 略歴
2004年、アイドルグループ南青山少女歌劇団出身のボーカル・Lan（高野蘭）と、THE BELL'S・VANILLA等で活躍したギタリスト・AKIO(野山昭雄)を中心にサポートメンバーのベース・穴井仁吉とドラム・かどしゅんたろうの4人でwoofooとして活動開始。
その後、2008年デビューミニアルバム『BUTCHAKE！』発売に合わせてWOOHOOに改名。
その他のサポートメンバーは、ベースにDOVE、坂巻晋、ドラムに大島香、丹羽麻貴など。
近年はLanとAKIOの2人で主に活動していたが、2011年9月無期限の活動休止を発表（事実上の解散）。

## 作品

### CD
- crystal drop water (2005年7月29日)
- BUTCHAKE! (2008年2月6日、株式会社イー・スマート、バウンディ株式会社  DDCZ-1500)[1]
  1. ダメ少女
  2. Thank U Yeah!
  3. I don't know, I don't care.
  4. 行こーよ
  5. USO
  6. その気持ちが優勝
  7. WALK
- 異次元BOY〜Because I Love You (2010年4月24日)